# ジェイアール高崎商事
株式会社ジェイアール高崎商事（ジェイアールたかさきしょうじ）は、かつて存在した東日本旅客鉄道（JR東日本）の完全子会社（連結子会社）。JR東日本の支社別グループ会社の一つとして高崎支社が管轄し、高崎支社長が同社社長を兼任していた。

## 概要
高崎支社管内において、飲食店（高崎駅構内商業施設「イーサイト」ほか）・コンビニエンスストア（NEWDAYSの一部）・スーパーマーケット等の運営、新幹線高架下開発等の不動産業、旅行業、松井田駅・西松井田駅の駅業務受託（参考：業務委託駅）、JR東日本ホテルズ「ファミリーオ新治」（現「ホテルファミリーオみなかみ」）の運営など、幅広い事業を手掛けていた。
2008年4月1日付で高鉄開発を吸収合併。ただし清掃業務は高崎鉄道整備へ移管した。
JR東日本グループ事業再編により、2009年4月1日付で、店舗・自動販売機関連の事業をJR東日本リテールネット、不動産関連の事業をジェイアール東日本都市開発へ譲渡するとともに、高崎鉄道整備へ吸収合併され法人解散。これによりジェイアール高崎商事が行ってきた鉄道関連事業は高崎鉄道整備へ移管され、同日付で高崎鉄道整備は「JR高崎鉄道サービス株式会社」に商号変更した。
また「イーサイト」および「ファミリーオ新治」は、高崎ターミナルビルに移管されていたことが後に判明した（業務移管の対象には高崎ターミナルビルも含まれていたが、個別の移管項目は明らかにされていなかった。のちに「ファミリーオ新治」は日本ホテル系列の「ホテルメトロポリタン高崎」に移管されている。

## 事業所
- 熊谷事業所/埼玉県熊谷市曙町1-91
- 高崎事業所/群馬県高崎市八島町222
- 前橋事業所/群馬県前橋市紅雲町2-164-5
- ファミリーオ新治/群馬県利根郡みなかみ町須川字小八原623
  - JR東日本ホテルズ
- 用地管理センター/群馬県高崎市下和田町5-6-20

## 営業
以下は2009年3月時点のものである。

### 商業施設運営
- イーサイト
  - 高崎駅および前橋駅構内商業施設
  - 会社解散後は、高崎ターミナルビルが運営（新たに上尾駅構内・籠原駅ビルを開業）。
- NEWDAYS
  - 高崎支社管内の一部店舗
  - 会社解散後は、JR東日本リテールネット（J-Retail）が運営。元々高崎商事運営店舗とJ-Retail運営店舗が混在していた。
- その他、JR東日本グループ内外問わず、駅構内付近にある飲食店のフランチャイズ経営
  - 会社解散後は、J-Retailが運営。

### 宿泊施設運営
- ファミリーオ新治

会社解散後は、日本ホテルが経営、ホテルメトロポリタン高崎へ運営を委託。

### 駅業務受託
- 松井田駅
- 西松井田駅

その他、高鉄開発が受託していた駅の業務委託も継承していた。
会社解散後は、JR高崎鉄道サービスを経て、関東地区の他支社管内を含めJR東日本ステーションサービスへ統合された。

### 貸駐車場
新幹線高架下などJR東日本所有の土地開発を手がけていた。会社解散後は、ジェイアール東日本都市開発が運営。
- 吹上駅
- 熊谷駅
- 籠原駅
- 本庄駅
- 本庄早稲田駅
- 神保原駅
- 倉賀野駅
- 八木原駅
- 渋川駅
- 後閑駅
- 上毛高原駅

- 栃木駅
- 足利駅
- 山前駅
- 桐生駅
- 岩宿駅
- 前橋駅
- 北高崎駅
- 群馬八幡駅
- 磯部駅
- 安中駅
- 中之条駅

## 飲料水「大清水」事業
ジェイアール高崎商事では、上越新幹線の大清水トンネル開削工事の際に発生した湧水を原料としたミネラルウォーターを「大清水（おおしみず）」ブランドで販売していたほか、清涼飲料水の販売を手がけていた。
トンネルの名称は「だいしみずトンネル」だが、ミネラルウォーターブランド名は「名水 大清水（おおしみず）」で、これは「おいしい水」をもじって命名された。ミネラルウォーター「大清水」のヒットを受け、その後に「大清水」ブランドのお茶・コーヒー・ジュースなど多様な商品が発売された。製造は三国コカ・コーラボトリング（炭酸飲料・お茶製品等）や丸善食品工業（果汁飲料・ココア飲料）といった外部メーカーに委託していた。
その後、JR東日本グループの飲料事業再編に伴い、2006年10月1日にJR東日本ウォータービジネスが設立され、ジェイアール高崎商事が行っていた「大清水」関連事業も同日付でJR東日本ウォータービジネス（現：JR東日本クロスステーションウォータービジネスカンパニー）へ完全移管された。JR東日本ウォータービジネスは「大清水」を新ブランド「From AQUA（フロム・アクア）」としてリニューアルし2007年[[[7月17日]]に発売。また伊藤園、カゴメ、日本コカ・コーラ、アサヒ飲料、キリンビバレッジ、大正製薬など、大手飲料メーカー各社と駅構内専売飲料製品の共同開発を進めるなど事業展開を進めている。

### 主な商品
「大清水」ブランドで販売されていた主な飲料。
- ミネラルウォーター - 「大清水」「大清水源水」
- 緑茶（狭山茶）
- 烏龍茶
- コーヒー - 「大清水珈琲」を経て、複数種類の「大清水SELECT COFFEE」ブランドへ発展。
- 紅茶
- ココア
- 氷 - 飲料「大清水」終売後も2009年頃まで販売継続。製造は蒲田製氷冷蔵。

## 「大清水」開発の経緯
「大清水」天然水販売事業は、国鉄高崎支社で1983年（昭和58年）に業務提案され、翌1984年（昭和59年）の上越新幹線開業2周年記念日に「国鉄商品第1号」として販売開始された。国鉄分割民営化後、前述のとおり東日本旅客鉄道（JR東日本）の完全子会社である株式会社ジェイアール高崎商事が設立され、2006年（平成18年）までのピーク時にはアイテム数は30を超え、販売量は年間355万ケース、年間売上100億円を達成し「国鉄の新規事業として最も成功したビジネスモデル」と評価された。
この「大清水」販売事業の成功には、お茶やコーヒー等の商品開発と、東京圏の駅での飲料自動販売機の展開が功を奏した。当初は中古の自動販売機15台を設置して「大清水」ミネラルウォーターを発売し、のちに缶コーヒーや狭山茶を商品化した。「大清水」自動販売機の設置は山手線内の多くの駅に拡大し、国鉄分割民営化後の余剰人員対策とも絡み、1987年（昭和62年）には直轄の自動販売機は約600台にまで増加した。
その後は前述のとおり、ジェイアール高崎商事が手がけていた「大清水」販売事業はJR東日本ウォータービジネスへ移管され、飲料総合ブランド名は「大清水」から「Acure（アキュア）」へ変更された。
移管後は「大清水」ブランドの商品は、駅構内の自動販売機やNEWDAYSなどでの取り扱いはなくなった。2007年3月頃まで水戸支社管内・千葉支社管内の一部の駅では自動販売機には在庫があった（これらは賞味期限が同年6月までのため姿を消した）。高崎支社管内含め他地区では、移管直後の2006年9月下旬から10月初旬まで、駅構内などの「大清水」ブランド専用の自動販売機の一部で商品補充を停止、全商品を一旦売り切れにしてから一時的に販売停止して商品を入れ換えた。
また2007年には、新潟県内をはじめとする三国コカ・コーラボトリング管内の一部の自動販売機や店頭（どちらもJR施設内以外）では、在庫処分に近い形で「大清水」ブランドの緑茶・ティーオレ・ココアが販売された（賞味期限は2008年3月頃のため製造中止直前の商品と思われる）。蒲田製氷冷蔵が製造していた「大清水」ブランドの氷は2009年頃までNEWDAYSなどで販売されていた。
「大清水」ブランド消滅後、旧専用自動販売機の一部には「名水 大清水」のロゴ表記が残っているものがあったが、ロゴは順次消去され緑のラインのみが残された。さらに緑のラインが残された旧自動販売機も順次置き換えが進められた。
2010年時点で、JR東日本ウォータービジネス発売商品として同社ウェブサイトに掲載されていたのは、2007年7月17日より発売を開始した「From AQUA～谷川連峰の天然水～」のみであり、直営販売以外は伊藤園と提携開発した「朝の茶事」など大手メーカーとのタイアップによる谷川岳の湧水が使用された商品となっている（一部使用していない商品もある）。三国コカ・コーラボトリング向けには特にブランド名を冠しないが、引き続き谷川岳の湧水を使用した狭山茶、烏龍茶、ココア、ティーオレが供給されている。